# باريش البايكوت
باريش البايكوت (بالتركية: Barış Alpaykut)‏ هو ممثل تركي من مواليد 20 يوليو 1987 في إسطنبول .
تخرج باريش من جامعة اسطنبول قسم التمثيل والدراما، ثم بدأ مشواره الفني بالظهور في الإعلانات التجارية في حين كانت أول تجربة تمثيل احترافية له في مسلسل أرض العثمانيين تلتها عدة مسلسلات أخرى ناجحة أبرزها مسلسل حب أعمى رفقة النجمين التركيين بوراك أوزجيفيت ونسليهان أتاغول
تزوج في يوليو من فتاة تونسية الأصل تدعي نورس الفضلاوي.

## أعماله
| السنة     | العمل          | الدور               |
| 2010-2011 | الأبيض القذر   |                     |
| 2011-2012 | أرض العثمانيين |                     |
| 2012-2013 | صكاريا الفرات  | الملازم أوجور كوتلو |
| 2013-2014 | سعيد وشورى     | عصمان               |
| 2014-2015 | مد جزر         | أوزاي               |
| 2015-2016 | حب أعمى        | أوزان               |